# آغ اویوق
آغ اویوق (به لاتین: Ağ oyuq) یک منطقهٔ مسکونی در جمهوری آذربایجان است که در شهرستان زنگلان واقع شده‌است.